# Smugglers (pel·lícula de 2023)
Smugglers (coreà 밀수, hanja 密輸 Milsu) és una pel·lícula de ficció criminal de Corea del Sud de 2023 dirigida per Ryoo Seung-wan, que va coescriure la pel·lícula amb Kim Jeong-yeon. La pel·lícula és protagonitzada per Kim Hye-soo, Yum Jung-ah, Zo In-sung, Park Jeong-min, Kim Jong-soo i Go Min-si. Es va estrenar als cinemes el 26 de juliol de 2023.
Es diu que la pel·lícula es basa en el motiu de haenyeo que va participar en el contraban a la dècada de 1970, superposant-se al fet que una xarxa de contraban femení estava activa a Busan en aquell moment.

## Argument
Haenyeo van perdre la feina durant la nit quan es va construir una planta química a la tranquil·la ciutat costanera de Guncheon. Chun-jw és un lluitador que busca una manera de guanyar-se la vida. Es diu que es poden guanyar molts diners només aixecant un objecte llençat al mar. Aprèn sobre el món del contraban i fa una proposta atractiva al líder dels haenyeo, Jin-sook, que va prendre la decisió agosarada de guanyar-se la vida tot i saber que era perillós. Quan coneix el sergent Kwon, el rei nacional del contraban, s'enamora del contraban. Aleshores, un dia, arriba una oportunitat única a la vida de fer fortuna.

## Repartiment
- Kim Hye-soo com a Jo Chun-ja, un contrabandista.[4][5]
- Yum Jung-ah com a Um Jin-sook, el millor amic de Chun-ja i la germana gran del contrabandista que és el líder de haenyeo.[5]
- Zo In-sung com el sergent Kwon, el rei nacional del contraban.[5]
- Park Jeong-min com a Jang Do-ri, el nen més petit.[5]
- Kim Jong-soo com a Lee Jang-chun, un agent de duanes.[6][5]
- Go Min-si com a Go Ok-bun, la targeta oculta més jove que regenta una cafeteria.[7][5]
- Park Kyung-hye com a Dok-soon, un haenyeo[8]
- Kim Jae-hwa com un haenyeo[8]
- Baek Joo-hee com a Somers[9][millorar font]
- Shim So-young com a Diver[9]
- Park Jun-myeon com a Yang Geum-ne, un haenyeo[8]
- Joo Bo-bi com a Lee Eok-cheok, un haenyeo[8]

## Producció
La fotografia principal va començar el 5 de juny de 2021.

## Estrena
La pel·lícula va ser convidada oficialment a la secció de presentacions especials del Festival Internacional de Cinema de Toronto de 2023, que es va celebrar del 7 al 17 de setembre després del Festival Internacional de Cinema de Locarno.

## Recepció

### Taquilla
La pel·lícula es va estrenar el 26 de juliol de 2023 a Corea del Sud. L'obertura va registrar 318.084 entrades i va superar la taquilla de Corea del Sud durant dues setmanes.
La pel·lícula va superar el milió d'entrades el quart dia de la seva estrena i va superar els 4 milions en els seus 17 dies de llançament. Smugglers es va convertir en la segona pel·lícula que va assolir el punt d'equilibri el 2023 després de The Roundup: No Way Out.

## Reconeixements
| Cerimònia de premi                                                          | Any  | Categoria                        | Nominat                        | Resultat  | Ref.          |
| --------------------------------------------------------------------------- | ---- | -------------------------------- | ------------------------------ | --------- | ------------- |
| Baeksang Arts Awards                                                        | 2024 | Millor director                  | Ryoo Seung-wan                 | Nominat   | [ 12 ] [ 13 ] |
| Baeksang Arts Awards                                                        | 2024 | Millor actriu                    | Yum Jung-ah                    | Nominat   | [ 12 ] [ 13 ] |
| Baeksang Arts Awards                                                        | 2024 | Millor actor secundari           | Kim Jong-soo                   | Guanyador | [ 12 ] [ 13 ] |
| Baeksang Arts Awards                                                        | 2024 | Millor actor secundari           | Park Jeong-min                 | Nominat   | [ 12 ] [ 13 ] |
| Baeksang Arts Awards                                                        | 2024 | Millor actriu novell             | Go Min-si                      | Nominat   | [ 12 ] [ 13 ] |
| Blue Dragon Film Awards                                                     | 2023 | Millor pel·lícula                | Smugglers                      | Guanyador | [ 14 ] [ 15 ] |
| Blue Dragon Film Awards                                                     | 2023 | Millor director                  | Ryoo Seung-wan                 | Nominat   | [ 14 ] [ 15 ] |
| Blue Dragon Film Awards                                                     | 2023 | Millor actriu                    | Kim Hye-soo                    | Nominat   | [ 14 ] [ 15 ] |
| Blue Dragon Film Awards                                                     | 2023 | Millor actriu                    | Yum Jung-ah                    | Nominat   | [ 14 ] [ 15 ] |
| Blue Dragon Film Awards                                                     | 2023 | Millor actor secundari           | Zo In-sung                     | Guanyador | [ 14 ] [ 15 ] |
| Blue Dragon Film Awards                                                     | 2023 | Millor actor secundari           | Park Jeong-min                 | Nominat   | [ 14 ] [ 15 ] |
| Blue Dragon Film Awards                                                     | 2023 | Millor actriu novell             | Go Min-si                      | Guanyador | [ 14 ] [ 15 ] |
| Blue Dragon Film Awards                                                     | 2023 | Millor guionista                 | Ryoo Seung-wan                 | Nominat   | [ 14 ] [ 15 ] |
| Blue Dragon Film Awards                                                     | 2023 | Millor música                    | Chang Kiha                     | Guanyador | [ 14 ] [ 15 ] |
| Blue Dragon Film Awards                                                     | 2023 | Millor fotografia i il·luminació | Choi Young-hwan, Lee Jae-hyeok | Nominat   | [ 14 ] [ 15 ] |
| Blue Dragon Film Awards                                                     | 2023 | Millor direcció artística        | Lee Hoo-kyoung                 | Nominat   | [ 14 ] [ 15 ] |
| Blue Dragon Film Awards                                                     | 2023 | Millor muntatge                  | Lee Gang-hee                   | Nominat   | [ 14 ] [ 15 ] |
| Buil Film Awards                                                            | 2023 | Millor actor secundari           | Kim Jong-soo                   | Guanyador | [ 16 ] [ 17 ] |
| Buil Film Awards                                                            | 2023 | Millor actriu secundària         | Go Min-si                      | Guanyador | [ 16 ] [ 17 ] |
| Buil Film Awards                                                            | 2023 | Millor actriu novell             | Go Min-si                      | Nominat   | [ 16 ] [ 17 ] |
| Buil Film Awards                                                            | 2023 | Millor actriu                    | Yum Jung-ah                    | Nominat   | [ 16 ] [ 17 ] |
| Buil Film Awards                                                            | 2023 | Millor pel·lícula                | Smugglers                      | Nominat   | [ 16 ] [ 17 ] |
| Buil Film Awards                                                            | 2023 | Millor director                  | Ryoo Seung-wan                 | Nominat   | [ 16 ] [ 17 ] |
| Buil Film Awards                                                            | 2023 | Millor música                    | Chang Kiha                     | Nominat   | [ 16 ] [ 17 ] |
| Buil Film Awards                                                            | 2023 | Millor fotografia                | Choi Young-hwan                | Nominat   | [ 16 ] [ 17 ] |
| Buil Film Awards                                                            | 2023 | Premi artístic-tècnic            | Lee Hoo-kyoung                 | Nominat   | [ 16 ] [ 17 ] |
| Festival Internacional de Cinema de Busan amb Marie Claire Asia Star Awards | 2023 | Premi Face of Asia               | Go Min-si                      | Guanyador | [ 18 ]        |
| Chunsa Film Art Awards                                                      | 2023 | Millor actriu                    | Kim Hye-soo                    | Guanyador | [ 19 ]        |
| Chunsa Film Art Awards                                                      | 2023 | Millor actor secundari           | Kim Jong-soo                   | Guanyador | [ 19 ]        |
| Chunsa Film Art Awards                                                      | 2023 | Millor actriu novell             | Go Min-si                      | Guanyador | [ 19 ]        |
| Grand Bell Awards                                                           | 2023 | Millor pel·lícula                | Smugglers                      | Nominat   | [ 20 ] [ 21 ] |
| Grand Bell Awards                                                           | 2023 | Millor director                  | Ryoo Seung-wan                 | Guanyador | [ 20 ] [ 21 ] |
| Grand Bell Awards                                                           | 2023 | Millor actriu                    | Yum Jung-ah                    | Nominat   | [ 20 ] [ 21 ] |
| Grand Bell Awards                                                           | 2023 | Millor actriu secundària         | Go Min-si                      | Nominat   | [ 20 ] [ 21 ] |
| Grand Bell Awards                                                           | 2023 | Millor actor secundari           | Park Jeong-min                 | Nominat   | [ 20 ] [ 21 ] |
| Grand Bell Awards                                                           | 2023 | Millor actor secundari           | Kim Jong-soo                   | Nominat   | [ 20 ] [ 21 ] |
| Grand Bell Awards                                                           | 2023 | Millor música                    | Chang Kiha                     | Nominat   | [ 20 ] [ 21 ] |
| Grand Bell Awards                                                           | 2023 | Millor fotografia                | Choi Young-hwan                | Guanyador | [ 20 ] [ 21 ] |
| Grand Bell Awards                                                           | 2023 | Millor muntatge                  | Lee Gang-hee                   | Nominat   | [ 20 ] [ 21 ] |
| Grand Bell Awards                                                           | 2023 | Millor direcció artística        | Lee Hoo-kyung                  | Nominat   | [ 20 ] [ 21 ] |
| Grand Bell Awards                                                           | 2023 | Millor vestuari                  | Yoon Jung-hee, Kwon Soo-kyung  | Nominat   | [ 20 ] [ 21 ] |
| Premis de l'Associació Coreana de Crítics de Cinema                         | 2023 | Millor actor secundari           | Kim Jong-soo                   | Guanyador | [ 22 ]        |
| Premis de l'Associació Coreana de Crítics de Cinema                         | 2023 | Premi tècnic: (Art)              | Lee Hoo-kyoung                 | Guanyador | [ 22 ]        |
| Premis de l'Associació Coreana de Crítics de Cinema                         | 2023 | Premi musical                    | Chang Kiha                     | Guanyador | [ 22 ]        |